# هماتوم ساب‌دورال
هماتوم ساب دورال یا خون‌مردگی زیر سخت‌شامه (به انگلیسی: Subdural hematoma) به اختصار SDH، نوعی هماتوم است که در آن مقداری از خون، بین لایه داخلی سخت‌شامه و عنکبوتیه مننژهای اطراف مغز جمع می‌شود. این عارضه معمولاً از پارگی سیاهرگ‌های که از فضای ساب دورال عبور می‌کنند، ایجاد می‌شود. هماتوم ساب دورال ممکن است باعث افزایش فشار داخل جمجمه گردد که این مسئله سبب فشردگی و آسیب به بافت ظریف مغز می‌شود. هماتوم ساب دورال حاد اغلب تهدید کننده زندگی است اما هماتوم ساب دورال مزمن در صورت مدیریت صحیح پیش آگهی بهتری دارد.
بر عکس هماتوم‌های ساب دورال، هماتوم‌های اپیدورال معمولاً به دلیل پارگی در سرخرگها ایجاد می‌گردند که منجر به تجمع خون بین سخت‌شامه و جمجمه می‌شود. سومین نوع خونریزی مغزی که به عنوان خونریزی زیر عنکبوتیه شناخته می‌شود، هنگام خونریزی در فضای زیر عنکبوتیه بین عنکبوتیه و نرم‌شامه پدید می‌آید.

## طبقه‌بندی
هماتوم‌های ساب دورال، بسته به سرعت شروع آنها، به عنوان حاد، غیر حاد یا مزمن طبقه‌بندی می‌شوند.
خونریزی‌های حاد اغلب هنگام سرعت بالا یا آسیب‌های کاهش سرعت ناگهانی ایجاد می‌گردند. زمانی که هماتوم با عفونت‌های مغزی همراه باشد، احتمال حاد شدگی و شدت آن افزایش می‌یابد. اگرچه خونریزی حاد ساب دورال بسیار سریعتر از خونریزی‌های مزمن ساب دورال اتفاق می‌افتد، اما به دلیل سیاهرگی بودن همچنان کندتر از خونریزی‌های سرخرگی اپیدورال است. هماتوم‌های ساب دورال حادِ ناشی از تروما، کشنده‌ترین نوع آسیب‌های سر هستند و اگر مغز، به سرعت برای رفع فشار جراحی نشوند، احتمال مرگ و میر بسیار بالا دارند. میزان مرگ و میر SDH بیشتر از هماتوم‌های اپیدورال و آسیب‌های منتشر مغزی است زیرا نیروی مورد نیاز برای ایجاد هماتوم ساب دورال باعث آسیب‌های شدید دیگر در مغز نیز می‌شود.
خونریزی‌های ساب دورال مزمن در طی چند روز تا هفته‌ها، اگرچه علت آن در ۵۰ درصد بیماران قابل شناسایی نیست، ما اغلب پس از ضربه‌های خفیف سر ایجاد می‌شوند. هماتوم مزمن ممکن است حتی ماه‌ها یا سال‌ها پس از آسیب سر و تا زمانی که علائم بالینی بروز کنند، ظاهر نشود. خونریزی در هماتوم مزمن آهسته است و معمولاً به خودی خود متوقف می‌شود. از آنجایی که این هماتوم‌ها به کندی پیشرفت می‌کنند، اغلب می‌توان آن‌ها را قبل از ایجاد آسیب قابل توجه متوقف کرد؛ به خصوص اگر عرض هماتوم آن کمتر از یک سانتی‌متر باشد. هماتوم ساب دورال مزمن در افراد مسن شیوع بالایی داد.

## علائم و نشانه‌ها
علائم هماتوم ساب دورال نسبت به هماتوم‌های اپیدورال شروع کندتری دارد زیرا سیاهرگ‌های با فشار پایین خونی که دارند کندتر از سرخرگ‌ها خونریزی می‌کنند. علائم و نشانه‌های هماتوم حاد ممکن است در عرض چند دقیقه ظاهر شوند، اما می‌توانند تا دو هفته نیز به تعویق بیفتند. علائم هماتوم ساب دورال مزمن نیز معمولاً بیش از سه هفته پس از آسیب به طول می‌انجامد.
اگر خونریزی‌ها به اندازه ای باشد که به مغز فشار وارد کند، علائم افزایش فشار داخل جمجمه یا آسیب مغزی نیز وجود خواهد داشت. علائم هماتوم ساب دورال می‌تواند شامل هر ترکیبی از موارد زیر باشد:
- از دست دادن هوشیاری یا نوسان سطوح هوشیاری
- تحریک پذیری
- تشنج
- درد
- هیپوستزی
- سردرد (ثابت یا نوسانی)
- سرگیجه
- عدم موقعیت‌آگاهی
- فراموشی
- ضعف یا بی حالی
- حالت تهوع یا استفراغ
- از دست دادن اشتها
- تغییر شخصیت
- هیپوفونی یا گفتار نامفهوم
- آتاکسی یا مشکل در راه رفتن
- از دست دادن کنترل عضلانی
- تغییر الگوهای تنفسی
- کاهش شنوایی یا سوت کشیدن گوش (وزوز گوش)
- تاری دید
- انحراف نگاه، یا حرکت غیرطبیعی چشم.

## علل
SDH اغلب در اثر آسیب تروماتیک سر ایجاد می‌گردد، تغییر ناگهانیِ سرعت در داخل جمجمه، ممکن است سبب کشیدگی و پاره شدن سیاهرگ‌های کوچک داخل مغز (معروف به سیاهرگ‌های پُل) شود. در خونریزی‌های ساب دورال، بسیار شایع تر از خونریزی‌های اپیدورال، آسیب‌های برشی ناشی از برخوردهای فیزیکی دورانی یا خطی مختلف است. ادعاهایی وجود دارد که این بیماری در موارد سندرم کودک تکان خورده (SBS) نیز دیده شده‌است. اگرچه هیچ مدرک علمی برای این موضوع وجود ندارد.
هماتوم ساب دورال معمولاً در افراد مسن و افراد مبتلا به اختلال مصرف الکل که شواهدی از آتروفی مغزی دارند دیده می‌شود. آتروفی مغزی، فاصله‌ای را که سیاهرگ‌های پُل باید بین دو لایه مننژ طی کنند افزایش می‌دهد، در نتیجه احتمال ایجاد پارگی توسط نیروهای برشی افزایش می‌یابد. همچنین بیمارانی که از داروهای ضد انعقاد یا ضد پلاکت استفاده می‌کنند، مانند وارفارین و آسپرین، احتمال وقوع SDH بالاتری دارند و ممکن است پس از یک رویداد تروماتیک نسبتاً جزئی دچار هماتوم ساب دورال شوند. علت دیگر می‌تواند کاهش فشار مایع مغزی نخاعی باشد که می‌تواند فشار را در فضای ساب عنکبوتیه کاهش دهد و عنکبوتیه را از سخت شامه دور کند، که این مسئله منجر به پارگی رگ‌های خونی می‌شود.

## عوامل خطر
عوامل متعددی خطر هماتوم ساب دورال را افزایش می‌دهند؛ یکی از این موارد سن بسیار کم یا بسیار زیاد است. همان‌طور که مغز با افزایش پیری کوچک می‌گردد، فضای ساب دورال بزرگ می‌شود و سیاهرگ‌هایی که فضای مغزی را طی می‌کنند باید فاصله بیشتری را در بر بگیرند و اینگونه در برابر پارگی آسیب پذیرتر می‌شوند. همچنین افراد مسن رگ‌های فرسوده‌ای دارند که باعث افزایش شیوع خونریزی مزمن ساب دورال می‌شود. نوزادان نیز فضاهای ساب دورال بزرگتری دارند و نسبت به بزرگسالان جوان بیشتر مستعد خونریزی ساب دورال هستند. اغلب ادعا می‌شود که هماتوم ساب دورال یک یافته رایج در سندرم کودک تکان خورده‌است، اگرچه هیچ تحقیقی برای حمایت از این موضوع وجود ندارد. در نوجوانان نیز، کیست آراکنوئید یک عامل خطر برای هماتوم ساب دورال به‌شمار می‌آید.
سایر عوامل خطر شامل مصرف داروهای رقیق کننده خون (ضد انعقادها)، مصرف زیاد الکل به صورت طولانی مدت، زوال عقل و نشت مایع مغزی نخاعی می‌شود.

## یادداشت
1. ↑  برای مثال هنگام تصادف با سرعت بالا اگر سر به جایی برخورد نکند به دلیل تغییر ناگهانی سرعت سر، مغز حرکت کرده و سیاهرگ‌ها پاره می‌شوند.

## پسوند به بیرون
- Subdural Hematoma در ئی‌مدیسین ساب دورال
- تصویربرداری و مکانیسم هماتوم ساب دورال - MedPix